# Cimicodes ferruginea
Cimicodes ferruginea är en fjärilsart som beskrevs av W. Warren 1904. Cimicodes ferruginea ingår i släktet Cimicodes och familjen mätare. Inga underarter finns listade i Catalogue of Life.